# Хорватія на літніх Олімпійських іграх 2004
Хорватія на літніх Олімпійських іграх  2004 була представлена 81  спортсменом у 14 видах спорту. 

## Медалісти
| Медаль | Спортсмени | Вид спорту            | Дисципліна                 |
| ------ | --- | --------------------- | -------------------------- |
| Золото | Івано Балич Давор Домінікович Мірза Джомба Славко Голужа Нікша Калеб Блаженко Лацкович Веніо Лосерт Вальтер Матошевич Петар Метлічич Владо Шола Денис Шполярич Горан Шпрем Ігор Ворі Драго Вукович Ведран Зрнич | гандбол               | чоловіки                   |
| Срібло | Дує Драганя | плавання              | 50 м вільним стилем        |
| Срібло | Сініша Скелін Нікша Скелін | академічне веслування | двійка розстібна, чоловіки |
| Бронза | Маріо Анчич Іван Любічич | теніс                 | парний розряд              |
| Бронза | Нікола Пешалов | важка атлетика        | чоловіки, до 69 кг         |